# Cariocamyia vibrissata
Cariocamyia vibrissata är en tvåvingeart som först beskrevs av Stein 1918.  Cariocamyia vibrissata ingår i släktet Cariocamyia och familjen husflugor. Inga underarter finns listade i Catalogue of Life.